# Who's that boy
『who's that boy』（フーズ・ザット・ボーイ）は、1990年10月1日にコロムビア・レコードからリリースされた松田聖子の通算30枚目（Seiko名義で3枚目）のシングル。

## 解説
アメリカ限定発売シングル。
アルバム『SEIKO』収録音源とは別バージョンとなっている。発音がぎこちないため、初期収録ver.と思われる。セリフが一部英語で、「とても気になるの」の後に“He's drivin' me insane”（彼が私を狂わせる）と入っており、エンディングがサビを繰り返しているため、長くなっている。

## 収録曲
1. WHO'S THAT BOY [single version][4分42秒]
  - 作詞･作曲:Randy Goodrum・Gllen Ballard
  - 編曲:Ed Terry・Jellybean
    - スバル・レックスTV-CMソング
2. HE'S SO GOOD TO ME[4分14秒]
  - 作詞･作曲:Irmgard Klarmann・Felix Weber
  - 編曲:Maurice Starr

## 関連作品
- who's that boy
  - Seiko
- he's so good to me
  - Seiko
  - All the way to Heaven